# Marco Giunio Silano (console 46)
Marco Giunio Silano (14 d.C. circa – 54) fu un console dell'Impero romano.
Attraverso la madre Emilia Lepida discendeva dall'imperatore Augusto, da Marco Vipsanio Agrippa e dal triumviro Marco Emilio Lepido.
Anche suo padre era di nobile famiglia. Divenne console nel 46 d.C.. Fu avvelenato nel 54 d.C., mentre era governatore d'Asia, per ordine di Agrippina e senza il consenso dell'imperatore Nerone. Era la vendetta della donna per il suicidio del fratello Lucio. Era il padre di Lucio Giunio Silano Torquato.